# Шамов, Ибрагим Ахмедханович
Ибраги́м Ахмедха́нович Ша́мов (15 мая 1930, с. Кубачи, ДАССР — 2 мая 2019) — советский и российский дагестанский учёный и врач, а также писатель. Доктор медицинских наук, профессор (1974), заведующий кафедрой пропедевтики внутренних болезней Дагестанского государственного медицинского университета с 1972 года. Вице-президент Национальной академии наук Республики Дагестан. Главный внештатный специалист гематолог Министерства здравоохранения Республики Дагестан. Член Союза писателей СССР и Союза писателей России. Заслуженный деятель науки РФ (1994) и ДАССР (1977). Народный врач РД (1996) и Заслуженный врач ДАССР (1981). Лауреат Государственных премий СССР (1983) и РД (2003) по науке.

## Биография
Окончил с отличием Дагестанскую фельдшерско-акушерскую школу (1950) и также с отличием — Дагестанский медицинский институт (1956), где был Сталинским стипендиатом и председателем Научного студенческого общества.
По окончании вуза был направлен на работу в Каякентсую бруцеллезную больницу, где в 1956—1957 гг. работал врачом.
Затем в альма-матер (с 2016 г. — университет, до того академия с 1995 г.): ассистент (1958—1968), доцент (1968—1971) кафедры госпитальной терапии, с 1972 г. заведующий кафедрой пропедевтики внутренних болезней и в 1971—1990 гг. — проректор по учебной работе, первый проректор; основатель и почетный председатель этического комитета университета (с 2001 г.).
Заместитель председателя общества терапевтов Республики Дагестан. Член редколлегии журнала «Клиническая медицина», научный редактор журнала «Вестник ДГМА».
В 2000 году избран членом Международного центра здоровья, права и этики (Израиль, Хайфа), в 2005 — экспертом ЮНЕСКО по биоэтике и включен в состав Глобального Наблюдательного Совета Юнеско по биоэтике.
Является действительным членом ряда общественных академий — Международной, Нью-Йоркской и Петровской.
Известен своими публичными выступлениями по вопросам здорового образа жизни, острых социальных явлений, антиклерикальной тематике.
Под его руководством защищены 4 докторские и 12 кандидатских диссертаций. В 1964 г. защитил кандидатскую диссертацию «Материалы к вопросу о роли кишечной микрофлоры в генезе диетных (энтерогенных) поражений печени», а в 1973 г. — докторскую диссертацию «Классификация, клиника, диагностика и лечение амилоидоза».

## Награды
- Заслуженный деятель науки Российской Федерации (26 июля 1994) — за заслуги в научной деятельности
- орден «За заслуги перед Республикой Дагестан» (2000)
- орден «Почета» РФ (2001)
- медаль «За трудовую доблесть» (1967)
- медаль «За трудовое отличие» (1983)
- медаль «Ветеран труда» (1985)
- медаль «За заслуги перед ДГМА»
- медаль «Народный герой Дагестана» (2015)[7], памятная медаль ЦК КПРФ «300 лет М. В. Ломоносову» (2011)[8].
- Нагрудные знаки «Отличник здравоохранения» СССР (1966) и «Почетный знак» Советского фонда мира.
- Лауреат золотой и серебряной медалей Советского Фонда мира.

За цикл работ по медицине Петровской академией наук в 2008 году присуждена премия им. Н. И. Пирогова.
Вторым, после Х. Э. Гаджиева, получил звание и заслуженного, и народного врача Республики Дагестан.

## Научные труды
Автор более трёхсот научных работ, в том числе 50 книг — 20 по этике и деонтологии врача, 16 научных монографий, 11 педагогических и 7 художественной прозы. В числе книг биоэтического и педагогического плана — учебники, изданные в Москве для всех медвузов РФ.
В 2005 году его книга «Пропедевтика внутренних болезней» прошла экспертизу УМО по медицинскому и фарм образованию вузов России и ей был присвоен граф учебника для медвузов России, в том же году книга была издана в Москве в качестве учебника для медвузов РФ.